# Christian Delacampagne
Christian Delacampagne (* 23. Dezember 1949 in Dakar; † 20. Mai 2007 in Paris) war Professor am Department for Romance Languages and Literatures der Johns-Hopkins-Universität in Baltimore.

## Werdegang
Er besuchte die École Normale Supérieure, absolvierte 1969 eine Agrégation in Philosophie, wurde 1982 Docteur d’Etat ès Lettres et Sciences humaines an der Sorbonne. 1981–1993 war er Direktor der französischen Kulturinstitute in Barcelona, Madrid, Kairo, Tel-Aviv und 1993–1997 Kulturattaché des französischen Generalkonsulats in Boston. Er lehrte 1998 am Connecticut College, 2000 an der Tufts University und 2002 an der Johns-Hopkins-Universität.
In seinen Forschungen zum Rassismus wies er frühzeitig darauf hin, dass sich dieser nicht an den Rassenbegriff binden und nicht auf die Moderne beschränken lasse. Seine Dissertation, die sich mit der „Erfindung des Rassismus“ in der Antike beschäftigt, war eine der ersten einschlägigen Studien zu dieser Materie.
Delacampagne verstarb am 20. Mai 2007 in Paris an den Folgen eines Krebsleidens.

## Zitate
- Der Rassist ist kein nachdenklicher Mensch; er braucht lediglich einige vorgefasste Meinungen, um die Verherrlichung seiner eigenen Rasse und die Verleumdung der anderen, ja selbst ihre Ausrottung zu rechtfertigen. Das ist übrigens auch der Grund, warum die Wissenschaft sich so schwer tut, mit dem Rassismus fertig zu werden: Der Rassist und der Wissenschaftler sind nicht auf der gleichen Wellenlänge, denn dieser hält sich an die gewissenhafte Erforschung der Wahrheit, während jener überzeugt ist, sie mit Löffeln gegessen zu haben.[1]

## Schriften (Auswahl)
- mit Léon Poliakov, Patrick Girard: Über den Rassismus. 16 Kapitel zur Anatomie, Geschichte und Deutung des Rassenwahns (Le Racisme, 1976). Klett-Cotta, Stuttgart 1979, ISBN 3-12-906311-0.
- L’Invention du racisme. Antiquité et Moyen Age. Fayard, Paris 1983, ISBN 2-213-01117-6.
- mit Léon Poliakov, Patrick Girard: Rassismus. Über Fremdenfeindlichkeit und Rassenwahn. Luchterhand-Literaturverlag, Hamburg 1992, ISBN 3-630-71061-1.
- Histoire de la philosophie au XX° siècle. Seuil, Paris 1995, ISBN 2-02-021113-0.
- Geheimnisvolles Ägypten (Immortelle Égypte, 1990). Bechtermünz Verlag, Augsburg 1997, ISBN 3-927117-85-4 (mit Fotografien von Erich Lessing).
- De l’Indifférence. Essai sur la banalisation du mal. Editions Odile Jacob, Paris 1998, ISBN 2-7381-0629-3.
- Islam et Occident. Les raisons d’un conflit. PUF, Paris 2003, ISBN 2-13-053730-8.
- Die Geschichte der Sklaverei (Une Histoire de l’esclavage, des origines à nos jours, 2002). Artemis und Winkler, Düsseldorf 2004, ISBN 3-538-07183-7.
- Die Geschichte des Rassismus (Une Histoire du racisme, des origines à nos jours, 2000). Artemis und Winkler, Düsseldorf 2005, ISBN 3-538-07206-X.